# Kärrtöreljordloppa
Kärrtöreljordloppa (Aphthona violacea) är en skalbaggsart som först beskrevs av Koch 1803.  Kärrtöreljordloppa ingår i släktet Aphthona, och familjen bladbaggar. Enligt den svenska rödlistan är arten nära hotad i Sverige. Arten förekommer på Gotland och Götaland samt tillfälligtvis även i Svealand. Artens livsmiljö är våtmarker, havsstränder, jordbrukslandskap.